# Christianskirche (Kopenhagen)

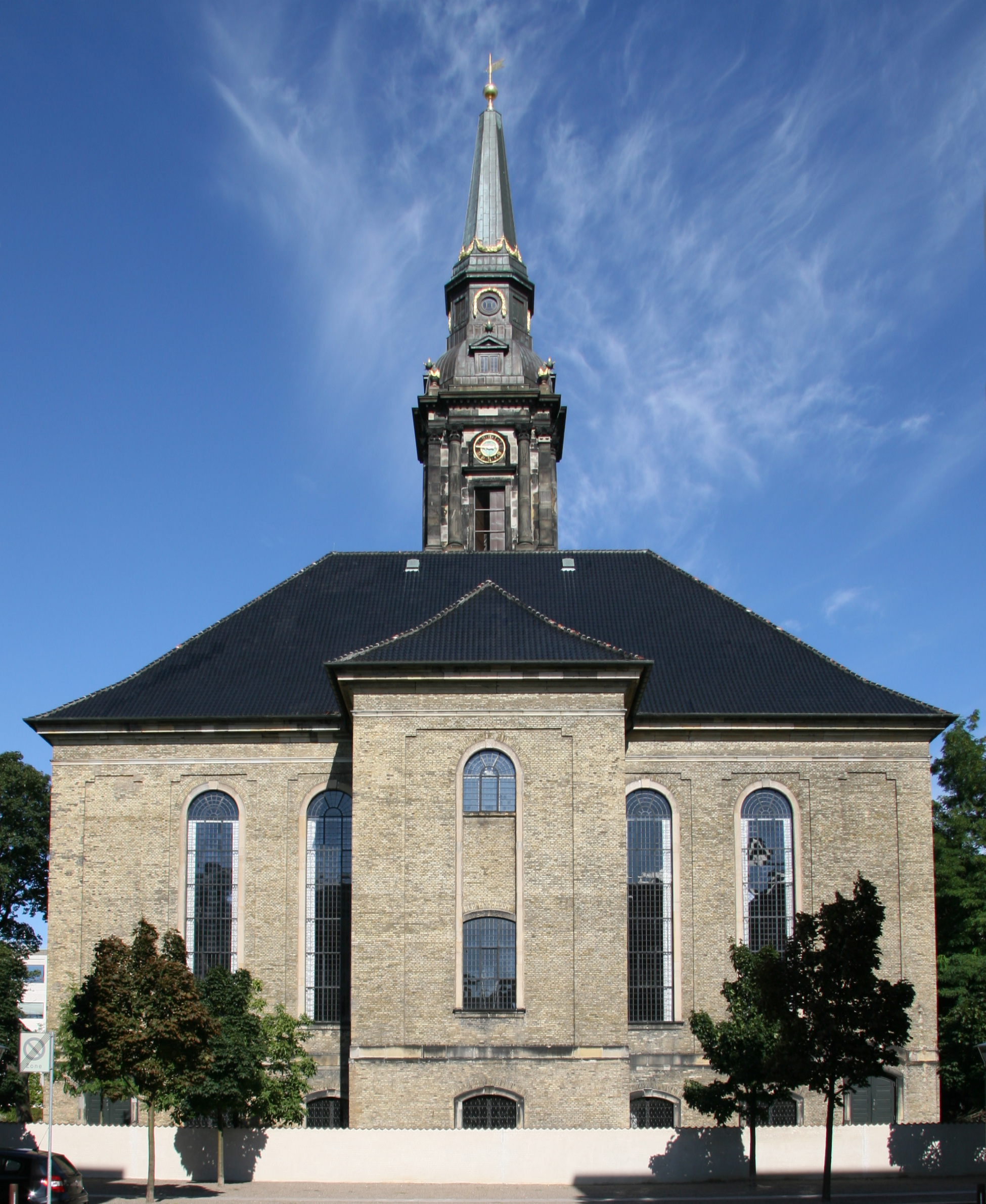
Christians Kirke

Die Christianskirche (dänisch Christians Kirke) ist eine 1754–1759 im Rokokostil errichtete Kirche in Christianshavn in Kopenhagen. Benannt ist sie nach dem dänischen König Christian IV., der Christianshavn 1611 gegründet hatte.

## Baugeschichte
Das Bauwerk des Architekten Nicolai Eigtved ist eine Querkirche mit Kanzelaltar, doppelten Hufeisenemporen und einer Akustik, die es zu einem beliebten Austragungsort von Konzerten und Theateraufführungen macht.
Bis 1901 hieß das Gebäude offiziell „Frederiks deutsche Kirche“ (Frederiks Tyske Kirke) und diente der deutschsprachigen Minderheit als Kirche. Heute ist sie eine normale Pfarrkirche der Dänischen Volkskirche.
Die Kirche ist auf der ganzen Fläche durch eine Krypta unterkellert, die zur Aufnahme von Grabstätten dient und bis heute als Bestattungsort genutzt wird.

## Orgel

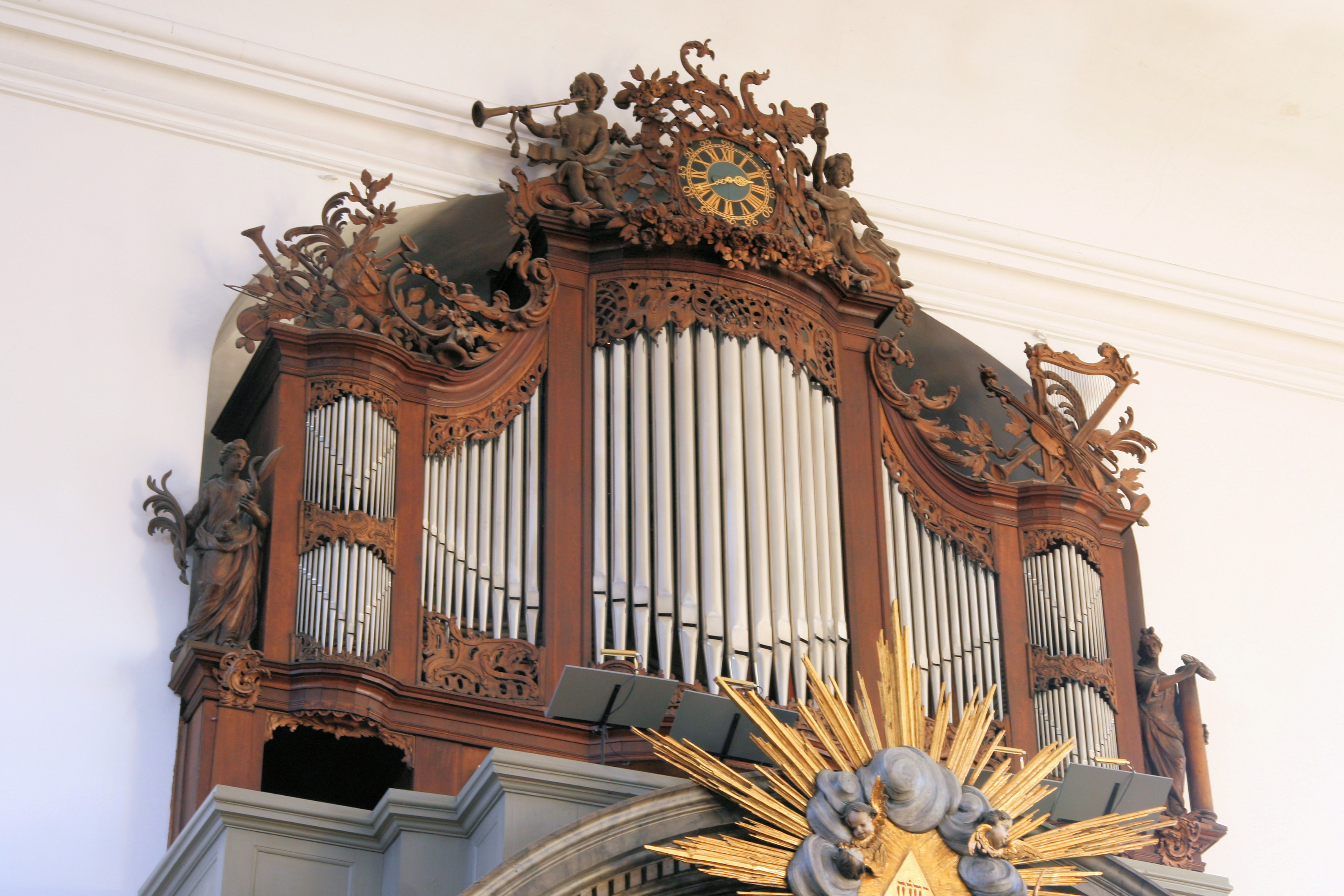
Der Orgelprospekt von 1759

Die erste Orgel wurde 1759 von Hartvig Jochum Müller erbaut. Sie ist als oberer Teil in den Kanzelaltar integriert. Imanuel Starup erbaute 1917 im historischen Orgelgehäuse ein neues Instrument mit pneumatischer Traktur. Dieses wurde wiederum 1976 durch einen Orgelneubau von Poul-Gerhard Andersen ersetzt, ebenfalls im historischen Prospekt. Von der Nachfolgefirma P. G. Andersen & Bruhn wurde die Orgel 1996 renoviert und 2011 mit einer elektronischen Setzeranlage ausgestattet. Frobenius Orgelbau baute 2018 alternativ zur mechanischen Spieltraktur auch eine elektrische Spieltraktur ein, die es ermöglichte, einen zweiten beweglichen Orgelspieltisch im Kirchenschiff aufzustellen. Die Disposition (II/P/33) lautet:
| I Hovedværk C–g3 |              |        |
| 1.               | Quintatön    | 16′    |
| 2.               | Principal    | 8′     |
| 3.               | Spidsfløjte  | 8′     |
| 4.               | Oktav        | 4′     |
| 5.               | Kobbelfløjte | 4′     |
| 6.               | Nasard       | 2 ⁄3′  |
| 7.               | Oktav        | 2′     |
| 8.               | Terts        | 1 3⁄5′ |
| 9.               | Larigot      | 1 ⁄3′  |
| 10.              | Mixtur V     |        |
| 11.              | Trompet      | 8′     |
| 12.              | Cromorne     | 8′     |

| II Svelleværk C–g3 |                      |        |
| 13.                | Gedakt               | 16′    |
| 14.                | Italiensk Fløjte     | 8′     |
| 15.                | Gamba                | 8′     |
| 16.                | Vox humana           | 8′     |
| 17.                | Principal            | 4′     |
| 18.                | Tværfløjte           | 4′     |
| 19.                | Quint                | 2 ⁄3′  |
| 20.                | Fløjte               | 2′     |
| 21.                | Terts                | 1 3⁄5′ |
| 22.                | Mixtur IV            |        |
| 23.                | Trompette harmonique | 8′     |
| 24.                | Obo                  | 8′     |
| 25.                | Clairon              | 4′     |
|                    | Tremulant            |        |

| Pedal C–f1 |           |     |
| 26.        | Subbas    | 16′ |
| 27.        | Oktav     | 8′  |
| 28.        | Gedakt    | 8′  |
| 29.        | Fløjte    | 4′  |
| 30.        | Mixtur IV |     |
| 31.        | Fagot     | 16′ |
| 32.        | Trompet   | 8′  |
| 33.        | Trompet   | 4′  |

- Koppeln: I/II, I/P, II/P
- Traktur: Schleifladen, elektrische Registertraktur mit 4 x 2000 Setzerkombinationen; mechanische Spieltraktur für den stationären Spieltisch, elektrische Spieltraktur für den beweglichen Spieltisch

Anmerkungen
1. ↑  labiale Schwebung

## Bildergalerie

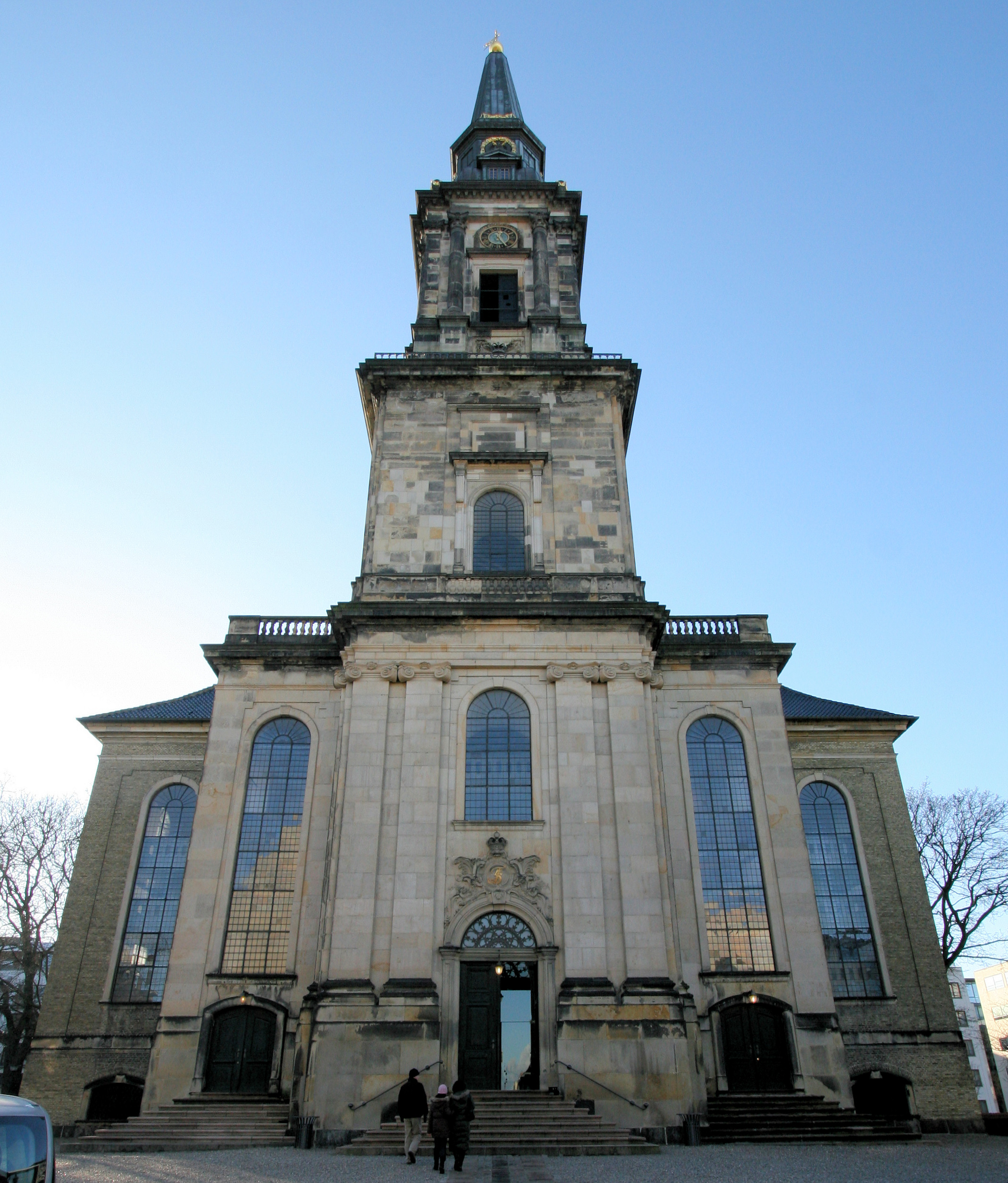
Eingangsfassade
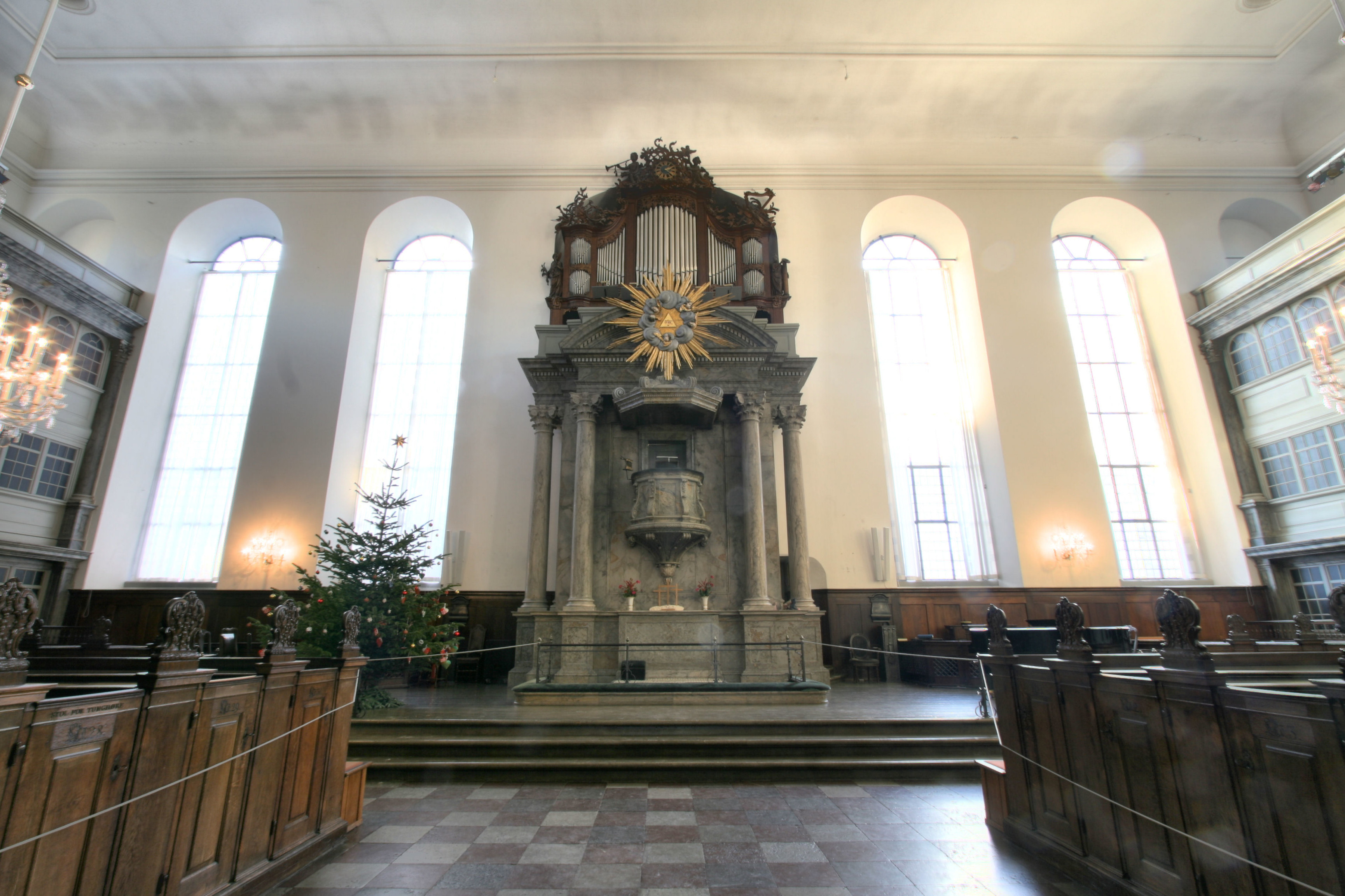
Kanzelaltar mit Orgel
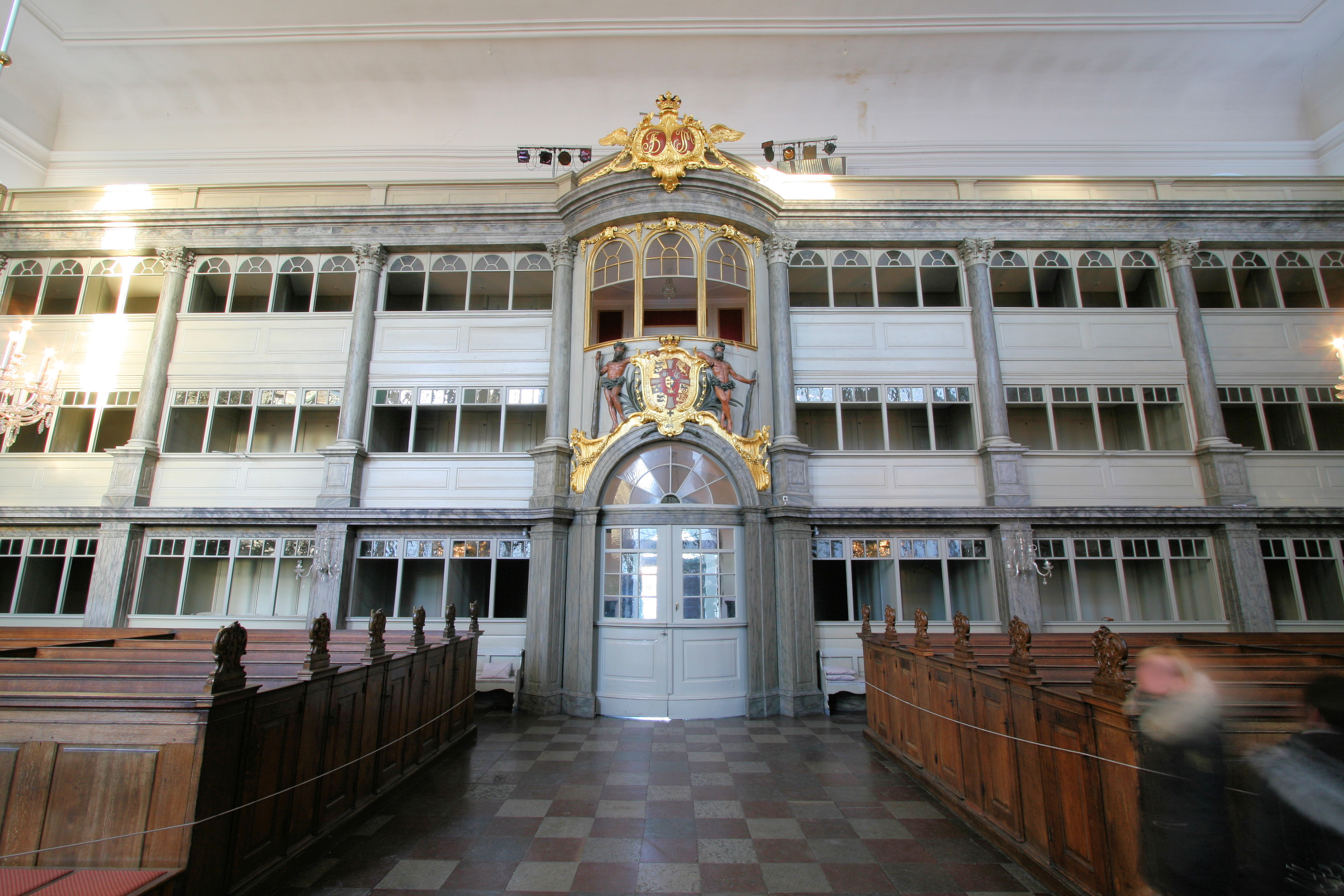
Königsloge über dem Eingang
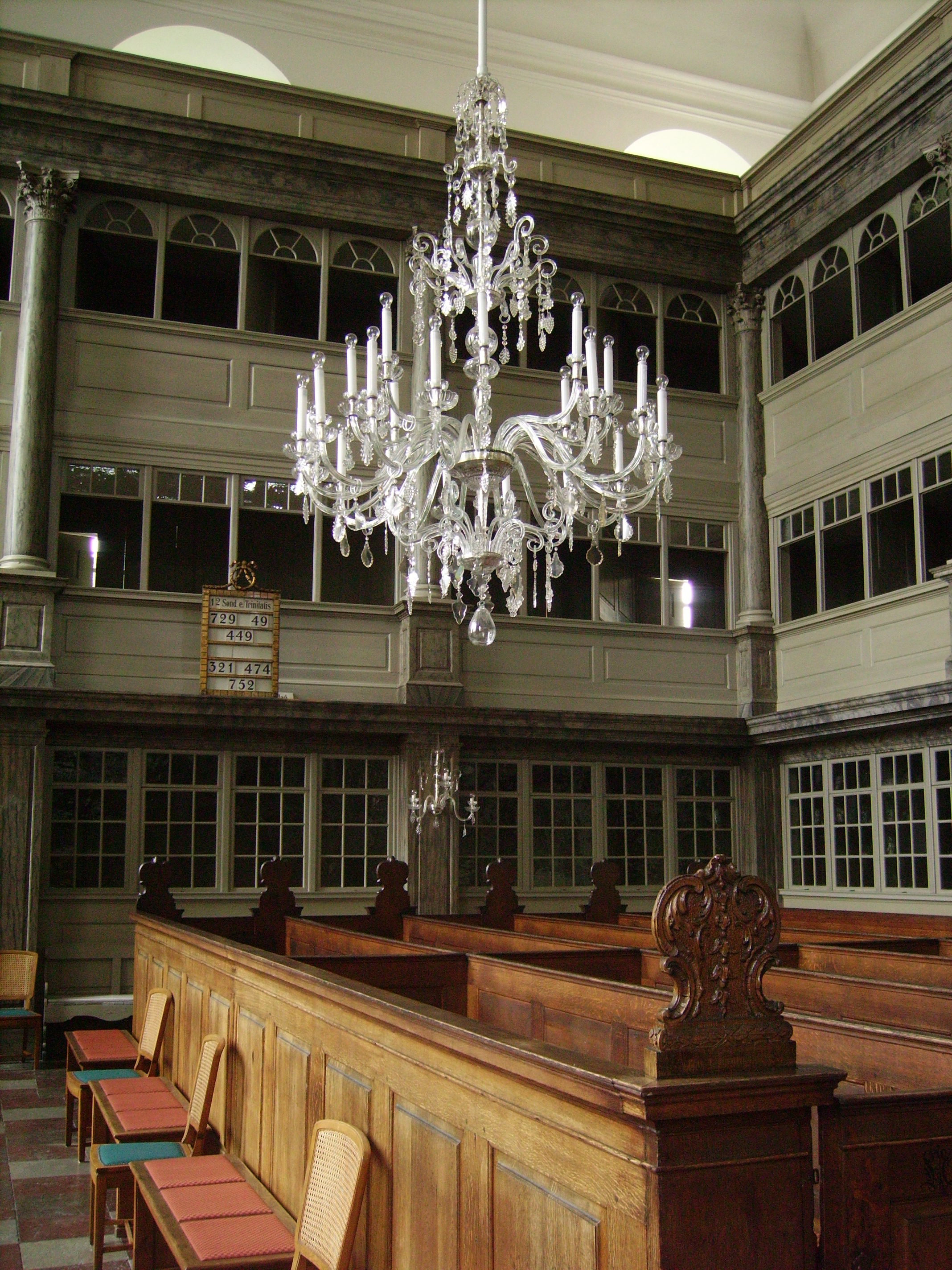
Logen und Kronleuchter
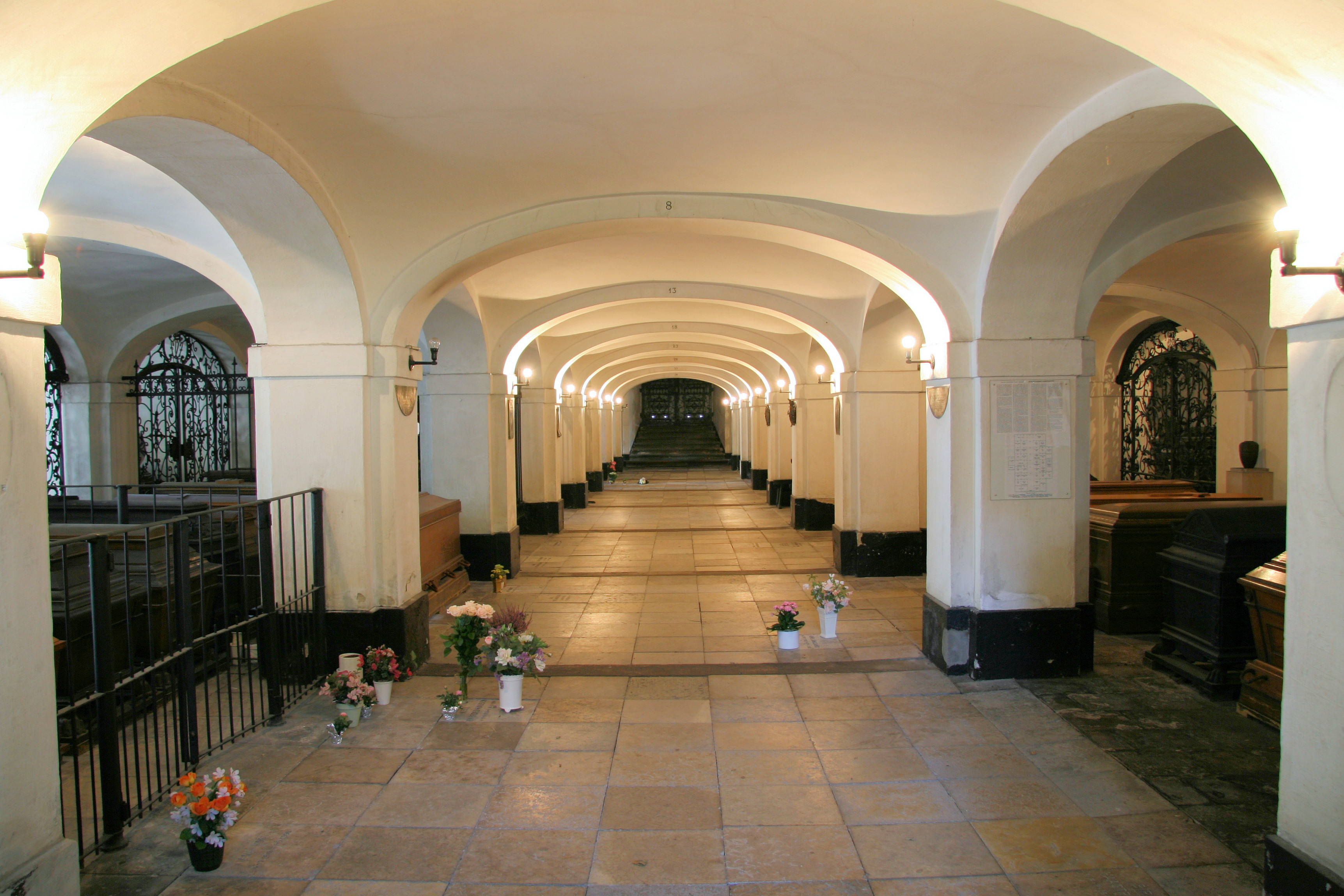
Blick in die Krypta